# Honda CB 1000 R
Honda CB 1000 R – japoński motocykl typu naked bike produkowany przez firmę Honda od roku 2008.

## Dane techniczne/Osiągi
Silnik: R4

Pojemność silnika: 998 cm³

Moc maksymalna: 125 KM/10000 obr./min

Maksymalny moment obrotowy: 100 Nm/8000 obr./min

Prędkość maksymalna: 230 km/h 

Przyspieszenie 0-100 km/h: brak danych
Honda CB1000R 2021 - określany jako Neo Sports Café.
Dane Techniczne: 
- Silnik o pojemności 998 cm3 chłodzony cieczą, rzędowy 4-cylindrowy, DOHC.
- Moc maksymalna 145,5 KM (107kW) / 10 500 obr./min, maks. moment obrotowy 104 Nm / 8250 obr./min.
- Hamulec przedni 310 mm, podwójny tarczowy, 4-tłoczkowy radialny zacisk. Hamulec tylny 256 mm pojedynczy tarczowy.
- Opony: 120/70 ZR17 przód, 190/55 ZR17 tył.
- Wymiary (dł. x szer. x wys.): 2120 mm x 789 mm x 1090 mm.
- Typ ramy: Stalowa, pojedyncza, backbone.
- Pojemność zbiornika paliwa 16,2 litry. Zużycie paliwa 5,8l / 100km.
- Masa własna pojazdu 213 kg. Wysokość siedzenia 830 mm.